# Joshua Slack
Joshua Slack (Brisbane, 16 de dezembro de 1976) é um ex-jogador de vôlei de praia australiano, com marca de alcance no ataque de 350 cm e 338 cm no bloqueio,  que disputou tres edições dos Jogos Olímpicos de Verão, a primeira em 2000 na Austrália, em 2004 na Grécia e a outra em 2008 na China, e conquistou a medalha de bronze no Campeonato Mundial de Vôlei de Praia de 2007 na Suíça

## Carreira
Ao lado de Matthew Grinlaubs disputou a primeira edição de sua carreira dos Jogos Olímpicos de Verão e foi em 2000 na cidade de Sydney e finalizaram na décima sétima colocação.
Pela segunda vez disputa uma edição dos Jogos Olímpicos de Verão e foi ao lado de Andrew Schacht e ocorreu na edição realizada em Atenas em 2004 e finalizaram na nona colocação.
Em 2007 formando dupla com Andrew Schacht disputou o Circuito Mundial de Vôlei de Praia e conquistaram a medalha de bronze na edição do Campeonato Mundial de Vôlei de Praia no mesmo ano, este realizado em Gstaad, ocasião que derrotaram na disputa por esta medalha os favoritos Ricardo Alex Santos e Emanuel Rego pelo placar de 2 sets a 0(21-17, 21-19).
Ao lado de Andrew Schacht disputou sua terceira edição consecutiva dos Jogos Olímpicos de Verão, estes realizados em Pequim, ocasião que finalizaram na nona posição.